# 美國太空軍
美國太空軍（英語：United States Space Force）是美軍的太空軍事部門。它是自1947年美國空軍獨立以來成立的第六個軍事部門和第一個新設军种，也是國防部空军部下屬的一個部門。2020年《國防授權法》由美國國會通過，並於2019年12月20日將美國太空軍確立為美軍的獨立機構。
美國太空軍是作為美國空軍的一個軍事部門而組織的。太空部隊通過空軍部與空軍部長領導，向美國國防部長報告，並由總統任命並獲得參議院確認。就人數而言，它是美國國防部內目前最精簡的機構。
太空軍的首長為太空军作戰部長（CSO），同時也是太空軍的最高階指揮官，除非任一太空軍軍官擔任美國參謀長聯席會議的主席或副主席。太空军作戰部長負責對太空軍各部門進行監督，並在參謀長聯席會議擔任職位。按照國防部長和空軍部長的指示，太空部隊的下屬作戰部隊將分配予美國一體化作戰司令部，主要集中在美國太空司令部。一體化作戰司令部指揮官將獲授其部隊的作戰權限，而空軍部長和太空軍作戰部長將保留對其隊員的管理和訓練權限。

## 任務
美國太空軍的任務是“組織，訓練和裝備太空軍，以保護美國和盟國在太空方面的利益，並為聯合部隊提供太空能力。其職責包括發展軍事太空專業人員，建設軍事太空系統，研究有關太空力量的軍事理論，並組織太空軍戰鬥司令部。
太空部隊專門負責組織，訓練和裝備以下任務：
- 保持太空優勢
- 太空領域意識（軍事，民用和商業）
- 進攻和防禦太空控制
- 太空部隊和衛星作戰的指揮與控制
- 太空對地球行動的支援（例如衛星通信）
- 太空服務支援（例如，軍事，民用和商業運營商的太空運輸和太空靶場操作）
- 從太空中支援核子指揮，控制，通信和核爆探測
- 從太空中支援飛彈預警和飛彈防禦運作

如《美國太空軍法》所述，美國太空軍的組織、訓練和裝備將：
1. 為合眾國在太空的行動自由提供保障（Provide freedom of operation for the United States in, from, and to space）
2. 保證迅速及持續的太空任務（Provide prompt and sustained space operations）

美國太空軍的職責包括：
1. 保護在太空中的合眾國利益（Protect the interests of the United States in space）
2. 阻止太空侵略（Deter aggression in, from, and to space）
3. 執行太空任務（Conduct space operations）

## 歷史
自1982年以來演變如下：
| 年份   | 管理與訓練職能     | 作戰職能                            |
| ------ | ------------------ | ----------------------------------- |
| 1982年 | 美國空軍太空司令部 | 美國空軍太空司令部                  |
| 1986年 | 美國空軍太空司令部 | 美國太空司令部                      |
| 2002年 | 美國空軍太空司令部 | 美國戰略司令部 — 空間聯合機能司令部 |
| 2019年 | 美國太空軍         | 美國太空司令部                      |

### 空軍軍事太空計劃
空軍太空司令部 （AFSPC）是美國空軍麾下一個一級司令部，總部位於美國科羅拉多州的彼得森空軍基地，該司令部成立於1982年9月，負責以人造衛星和洲際彈道飛彈（ICBM）來保護美國本土，對美國掌握全球動向與武力投射非常重要，GPS也在該部管轄下。2019年12月20日，太空司令部獨立升格為太空軍。

### 獨立軍種

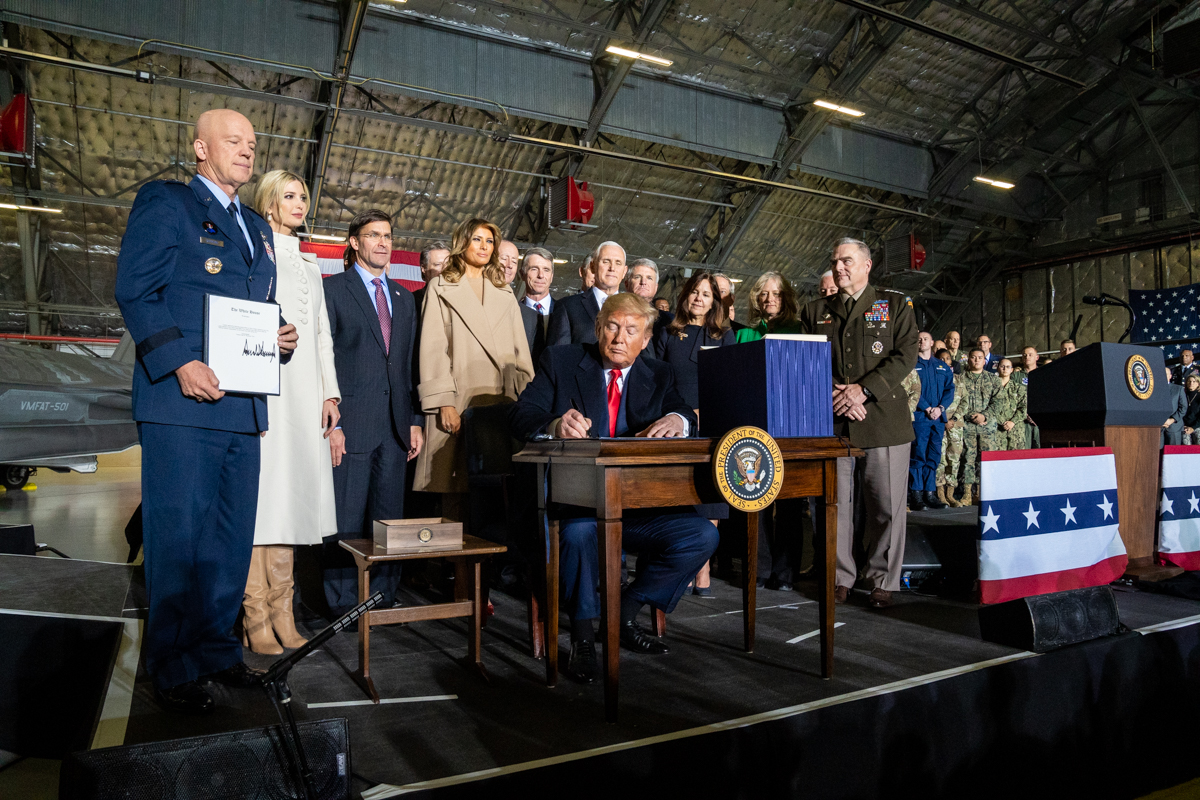
美國總統在安德魯斯聯合基地簽署2020年國防授權法案，照片左側為太空軍首任作戰部長

在2000年代起，美國開始有以獨立機構執行太空軍事行動的想法，並於2001年成立由时任國防部長唐納德·拉姆斯菲爾德主持、由許多軍事、太空和情報專業人員組成的太空委員會，審視美國國家太空安全的組織和架構。委員會認為，軍方需要發展特定於太空的理論、作戰概念和能力，包括研發和部署基於天基的武器。太空委員會得出的結論是，與空中作戰相比太空作戰為次要任務，建議在空軍部內部建立太空部隊，但從長遠來看建議建立專門的軍事力量。
2018年6月18日，美國總統唐納·川普在國家太空委員會發表講話時稱，他將會指示五角大廈組建「太空軍」，作為美軍的新軍種，與包括空軍在內的其他軍種相互獨立，但級別相同。如果正式組建，太空軍將是美軍繼陸軍、海軍、空軍、海軍陸戰隊和海岸警衛隊之後的第六個軍種，也將是自空軍組建逾七十年來美軍新增的首個軍種。一直以来，美國大多數的太空軍事行動由建立於1982年的美國空軍太空司令部管理並由美國戰略司令部指揮作戰。
2019年3月12日，代理國防部長帕特里克·沙納漢成立太空發展署，是專注於太空的發展機構，並將成為太空部隊的一部分。該機構的首要任務是在俄羅斯和中國正在研發高超音速導彈的同時，建立低地球軌道衛星的高超音速跟踪網絡。
2019年12月11日和17日，美國國會眾議院和參議院依次通過了2020財政年度的國防授權法案，該法案授權國防部組建太空軍，並於2019年12月20日在安德魯斯聯合基地的簽字儀式上由唐納·川普總統簽署成為法律，自此太空軍成為美國第六個軍種，在美国空军部之下獨立运作。約有一萬六千名空軍現役和文職人員將被分配到太空軍，而該分支機構將逐步整合到美國武裝部隊生態系統中，據報導將在十八個月內建立包括獨立的人員配備程序，培訓人員，並創建制服，軍銜，徽標，獎項和歌曲。2020年，來自空軍所辖的二十三個單位中的1,840個場所將轉移到太空軍。
2020年4月18日，美國空軍學院的86名畢業生成為美國太空軍的第一批少尉。

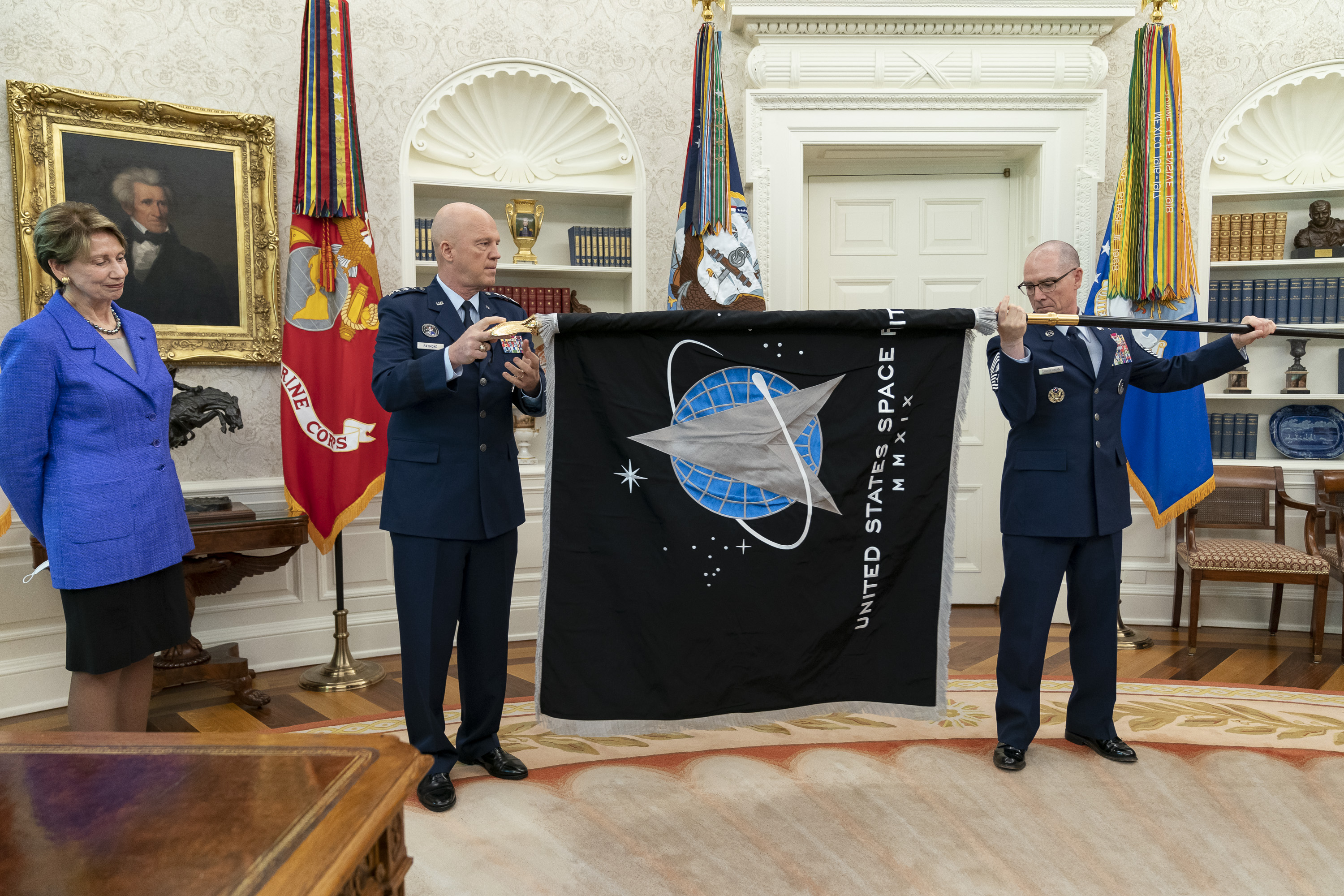
美國太空軍旗幟於2020年5月15日在橢圓形辦公室，舉行授軍旗儀式。

2020年10月21日，美国太空軍將位于科罗拉多州彼得森空军基地的原空军太空司令部指定为太空作战指揮部（Space Operations Command,SpOC）总部，作为美国太空軍成立的第一個一級指揮單位。太空作战指揮部负责国家军事卫星的运行。这些卫星包括全球定位系统卫星群、导弹预警卫星以及为战斗机提供全球连通的各种通信卫星。
2020年12月18日，在白宮舉行的太空軍誕生一周年慶典活動上，彭斯副總統揭曉了太空軍成員的正式稱號：“守衛者”(Guardians)。彭斯表示：“陸軍士兵、海軍水手、空軍飛行員、海軍陸戰隊員和太空軍守衛者們將世代保護我們的國家。”
2021年8月13日，美國太空軍第二個一級指揮單位「太空系統指揮部」Space Systems Command (SSC），在洛杉磯空軍基地成軍，未來將肩負太空軍開發、武獲、部署與延續性等任務能力，成為美國太空軍提升戰力關鍵。肩負開發、武獲、部署等任務SSC將取代太空軍從空軍「繼承」而來的太空暨飛彈系統中心（Space and Missile Systems Center,SMC），接手研發新衛星、將衛星送上軌道，與擴展商業太空服務等關鍵工作，至於其他從空軍轉移給太空軍的地面雷達站台、飛彈預警系統，與太空覺知能力等的戰略警告與監視系統相關部門，也將由SSC負責指揮。美國太空軍由三大指揮部組成，除了SSC，「太空作戰指揮部」Space Operations Command (SpOC) 已於2020年10月21日成軍，「太空訓練暨戰備指揮部」（STARCOM）則預計未來數週內成軍。
2021年8月23日，「太空訓練暨戰備指揮部」Space Training and Readiness Command (STARCOM）成軍，太空軍軍令部長雷蒙上將表示，該軍種3大指揮部已全數就位，未來將分工合作，為美國與盟軍提供可靠的太空作戰能力。負責打造太空軍教範、戰術理論、測試能力。主要任務是透過創新的教育、訓練、準則與測試能力，讓太空軍官兵在未來大國競爭與衝突環境下取得勝利，其分成5大任務方向：建立太空軍官兵訓練能量、編寫相關教育訓練計畫、發展太空作戰理論與戰術、建設測試與靶場設計，以及太空部隊的組織文化發展。
2021年9月21日，太空軍作戰部長雷蒙德（John Raymond）在馬里蘭州國家港灣(National Harbor, Md.)，空軍協會(The Air Force Association)舉辦的2021年航空、空間和網絡會議(2021 Air, Space & Cyber Conference)中，親自介紹太空軍新軍服。男女款式皆為深藍色夾克搭配灰褲，象徵美軍第六軍種的六個銀色鈕扣從右肩向左斜下。除了軍常服，太空軍也公布了訓練服款式和軍階設計。訓練服為灰色短袖上衣與深藍色短褲，上頭印有軍種名稱和Logo，目前正在測試階段；軍階的特別之處則是採用軍徽上的三角翼識別，有別於普遍印象的五角星。

## 組織
美國太空軍是美國空軍部下屬的兩個軍種之一（另一個為美國空軍），由文官擔任的空軍部長監督。太空軍的軍事負責人是太空軍作戰部長（Chief of Space Operations），由一名上將擔任並向空軍部長匯報。《太空軍法》通過一年後，太空軍作戰部長將成為參謀長聯席會議的一員。如果得到美國國防部長的授權，則可能任命太空軍作戰部長兼任一體化作戰司令部美國太空司令部司令。太空軍作戰部長的職責是組織、招募、訓練和裝備太空軍，使太空軍能隨時為美軍各一體化作戰司令部（主要為美國太空司令部）提供合適的戰鬥人員。
太空軍的最高指揮機構為太空軍作戰部長辦公室(OCSO)，其下的作戰組織可分為三類：一級司令部（FIELDCOM）、翼隊（Delta）以及中隊（Squadron）。司令部由一位中將或少將指揮，負責某一特定職能和任務的指揮工作；翼隊由上校領導，負責某一特定功能，例如作戰、技術支援或訓練；中隊由中校指揮，負責特定的戰術任務。
根據太空軍於2020年6月底公佈的組織計劃，太空軍將會建立三個一級司令部：太空作戰司令部（SpOC）、太空系統司令部（SSC）和太空軍訓練與戰備司令部（STARCOM）。太空作戰司令部由一位中將指揮，是太空軍的基礎作戰力量，負責具體的太空作戰行動；太空系統司令部由一位中將指揮，負責發展、購買及部署太空武裝系統，發射、測試、維護及維持武裝系統運作，以及太空相關的科研工作。太空系統司令部將改組並建立自太空與導彈系統中心(SMC)、国防部商业卫星通信办公室和空军技术功能开发研究实验室等機構；太空軍訓練與戰備司令部由一位少將領導，負責教育和訓練太空軍成員，使其成為專業及具備戰鬥能力的太空軍將士，並於2021年8月正式建成，在此之前暫時由太空軍訓練與戰備翼隊（臨時）（STAR Delta (P)）負責相關功能。

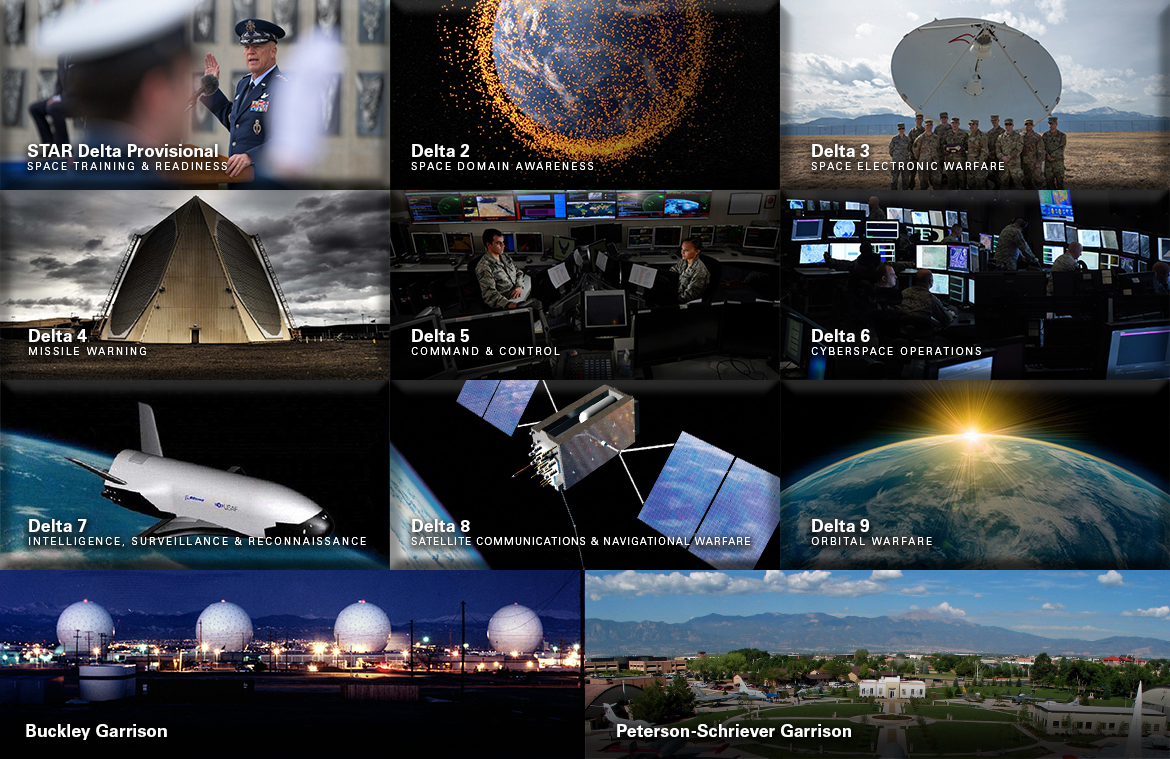
各翼隊和衛戍部隊

太空軍作戰部長辦公室（OCSO）是太空軍的最高指揮機構，負責組織、訓練和裝備太空軍，並與美国空军参谋长辦公室保持緊密合作。辦公室由上將擔任的太空軍作戰部長、太空軍作戰副部長及太空軍總軍士長領導，其下設有由中將擔任的太空軍總參謀長，而總參謀長領導及指揮其下的三個專職的作戰次長。
- 太空軍作戰部長 (Chief of Space Operations)
  - 太空軍總軍士長 (Senior Enlisted Advisor of the Space Force)
  - 太空軍作戰副部長 (Vice Chief of Space Operations)
    - 太空軍總參謀長 (Director of Staff)
      - 太空軍作戰次長 — 人力資源及後勤 (Deputy Chief of Space Operations for Personnel and Logistics)
      - 太空軍作戰次長 — 太空、網絡及核子作戰 (Deputy Chief of Space Operations for Operations, Cyber, and Nuclear)
      - 太空軍作戰次長 — 戰略、計劃、項目、需求及評估 (Deputy Chief of Space Operations for Strategy, Plans, Programs, Requirements and Analysis)
      - 太空軍作戰次長 — 技術及創新 (Deputy Chief of Space Operations for Technology and Innovation)

- 太空軍作戰部長辦公室（OCSO），駐地維珍尼亞州五角大廈

### 太空作戰司令部
| 單位         | 單位                   | 任務                         | 總部                        |
| 司令部       | 司令部                 | 司令部                       | 司令部                      |
| ------------ | ---------------------- | ---------------------------- | --------------------------- |
|              | 太空作戰司令部         | 太空、網路、情報以及戰鬥支援 | 科羅拉多州彼得森太空軍基地  |
|              | 聯軍太空組成部隊司令部 | 太空作戰行動                 | 加州范登堡太空軍基地        |
| 太空任務翼隊 |                        |                              |                             |
|              | 第2太空翼隊            | 太空領域感知                 | 科羅拉多州彼得森太空軍基地  |
|              | 第3太空翼隊            | 太空電子作戰                 | 科羅拉多州彼得森太空軍基地  |
|              | 第4太空翼隊            | 飛彈預警                     | 科羅拉多州巴克利太空軍基地  |
|              | 第5太空翼隊            | 指揮控制                     | 加州范登堡太空軍基地        |
|              | 第6太空翼隊            | 網路作戰                     | 科羅拉多州施里弗太空軍基地  |
|              | 第7太空翼隊            | 情報、監視、偵查             | 科羅拉多州彼得森太空軍基地  |
|              | 第8太空翼隊            | 通訊衛星與導航作戰           | 科羅拉多州施里弗太空軍基地  |
|              | 第9太空翼隊            | 軌道戰                       | 科羅拉多州施里弗太空軍基地  |
|              | 第18太空翼隊           | 國家太空情報中心             | 俄亥俄州賴特-帕特森空軍基地 |
| 太空基地翼隊 |                        |                              |                             |
|              | 第1太空軍基地翼隊      | 任務與醫療支援               | 科羅拉多州彼得森太空軍基地  |
|              | 第2太空軍基地翼隊      | 任務與醫療支援               | 科羅拉多州巴克利太空軍基地  |

### 太空系統司令部
| 單位                                 | 單位                         | 任務 | 總部                                    |
| 司令部                               | 司令部                       | 司令部 | 司令部                                  |
| ------------------------------------ | ---------------------------- | --- | --------------------------------------- |
|                                      | 太空系統司令部               | Acquisitions, engineering, research and development, and launch activities                                        | Los Angeles Air Force Base, California  |
| 太空發射翼隊                         |                              | |                                         |
|                                      | 第30太空發射翼隊             | 太空發射、西部靶場管理、任務與醫療支援                                                                            | Vandenberg Space Force Base, California |
|                                      | 第45太空發射翼隊             | 太空發射、東部靶場管理、任務與醫療支援                                                                            | Patrick Space Force Base, Florida       |
| 太空軍基地翼隊                       |                              | |                                         |
|                                      | 第3太空軍基地翼隊            | 任務與醫療支援 | 加州洛杉磯空軍基地                      |
| Limited Administrative Control Units |                              | |                                         |
| 太空快速能力辦公室                   | 太空快速能力辦公室           | Expedited development, rapid production, and deployment of space capabilities                                     | Kirtland Air Force Base, New Mexico     |
|                                      | 美國空軍研究實驗室太空實驗室 | Space Vehicles Directorate, Space Electro-Optics Division, Rocket Propulsion Division, Various Smaller AFRL units | Kirtland Air Force Base, New Mexico     |

### 太空軍訓練與戰備司令部
| 單位 | 單位                   | 任務                                           | 總部                                                                                   |
| ---- | ---------------------- | ---------------------------------------------- | -------------------------------------------------------------------------------------- |
|      | 太空軍訓練與戰備司令部 | 太空教育、測試與評估、and doctrine development | Peterson Space Force Base, Colorado Subject to change by USAF Strategic Basing Process |
| 翼隊 |                        |                                                |                                                                                        |
|      | 第1太空翼隊            | 太空教育                                       | 加州范登堡空軍基地                                                                     |
|      | 第10太空翼隊           | Space doctrine and wargaming                   | 科羅拉多州美國空軍學院                                                                 |
|      | 第11太空翼隊           | Space range and aggressor                      | 科羅拉多州施里弗太空軍基地                                                             |
|      | 第12太空翼隊           | Space test and evaluation                      | 科羅拉多州施里弗太空軍基地                                                             |
|      | 第13太空翼隊           | 太空教育                                       | 阿拉巴馬州麥司威爾-甘特空軍基地                                                        |

## 人員
2020年12月18日，時任美國副總統邁克·彭斯宣佈太空軍成員將會定名為（Guardian），取代以往太空專家（Space Professional）的稱呼，並與美國空軍成員的飛行員/航空人員（Airman）稱呼區分開來。

### 軍階

#### 軍官
| 美國國防部薪酬等級 | O-1                   | O-2                   | O-3                   | O-4                 | O-5                 | O-6                 | O-7                     | O-8                     | O-9                     | O-10                    |
| 北約軍銜等級       | OF-1                  | OF-1                  | OF-2                  | OF-3                | OF-4                | OF-5                | OF-6                    | OF-7                    | OF-8                    | OF-9                    |
| ------------------ | --------------------- | --------------------- | --------------------- | ------------------- | ------------------- | ------------------- | ----------------------- | ----------------------- | ----------------------- | ----------------------- |
| 英文               | Second Lieutenant     | First Lieutenant      | Captain               | Major               | Lieutenant Colonel  | Colonel             | Brigadier General       | Major General           | Lieutenant General      | General                 |
| 中文               | 少尉                  | 中尉                  | 上尉                  | 少校                | 中校                | 上校                | 准將                    | 少將                    | 中將                    | 上將                    |
| 英文縮寫           | 2d Lt                 | 1st Lt                | Capt                  | Maj                 | Lt Col              | Col                 | Brig Gen                | Maj Gen                 | Lt Gen                  | Gen                     |
| 軍銜徽章           |                       |                       |                       |                     |                     |                     |                         |                         |                         |                         |
| A類常服軍銜肩章    |                       |                       |                       |                     |                     |                     |                         |                         |                         |                         |
| B類常服軍銜肩章    |                       |                       |                       |                     |                     |                     |                         |                         |                         |                         |
| 禮服軍銜肩章       |                       |                       |                       |                     |                     |                     |                         |                         |                         |                         |
| OCP迷彩軍銜布章    |                       |                       |                       |                     |                     |                     |                         |                         |                         |                         |
| 美國太空軍軍官等級 | 尉官（Company Grade） | 尉官（Company Grade） | 尉官（Company Grade） | 校官（Field Grade） | 校官（Field Grade） | 校官（Field Grade） | 將官（General Officer） | 將官（General Officer） | 將官（General Officer） | 將官（General Officer） |

#### 士官及士兵
| 英文 | Specialist 1       | Specialist 2       | Specialist 3       | Specialist 4       | Sergeant    | Technical Sergeant | Master Sergeant  | Senior Master Sergeant | Chief Master Sergeant | Chief Master Sergeant of the Space Force |
| 中文 | 列兵               | 二等兵             | 一等兵             | 上等兵1            | 中士        | 上士               | 三級軍士長       | 二級軍士長             | 一級軍士長            | 太空軍總軍士長                           |
| 英文縮寫 | Spc1               | Spc2               | Spc3               | Spc4               | Sgt         | TSgt               | MSgt             | SMSgt                  | CMSgt                 | CMSSF                                    |
| 軍銜徽章 |                    |                    |                    |                    |             |                    |                  |                        |                       |                                          |
| 美國太空軍士兵等級 | 士兵（Specialist） | 士兵（Specialist） | 士兵（Specialist） | 士兵（Specialist） | 士官（NCO） | 士官（NCO）        | 高級士官（SNCO） | 高級士官（SNCO）       | 高級士官（SNCO）      | 高級士官（SNCO）                         |
| |                    |                    |                    |                    |             |                    |                  |                        |                       |                                          |
| 1 不同於美國陸軍、海軍、海軍陸戰隊和海岸警衛隊，美國太空軍將薪酬等級E-4歸類爲士兵而非士官，故Specialist 4譯作上等兵而非下士。 |                    |                    |                    |                    |             |                    |                  |                        |                       |                                          |

### 軍服

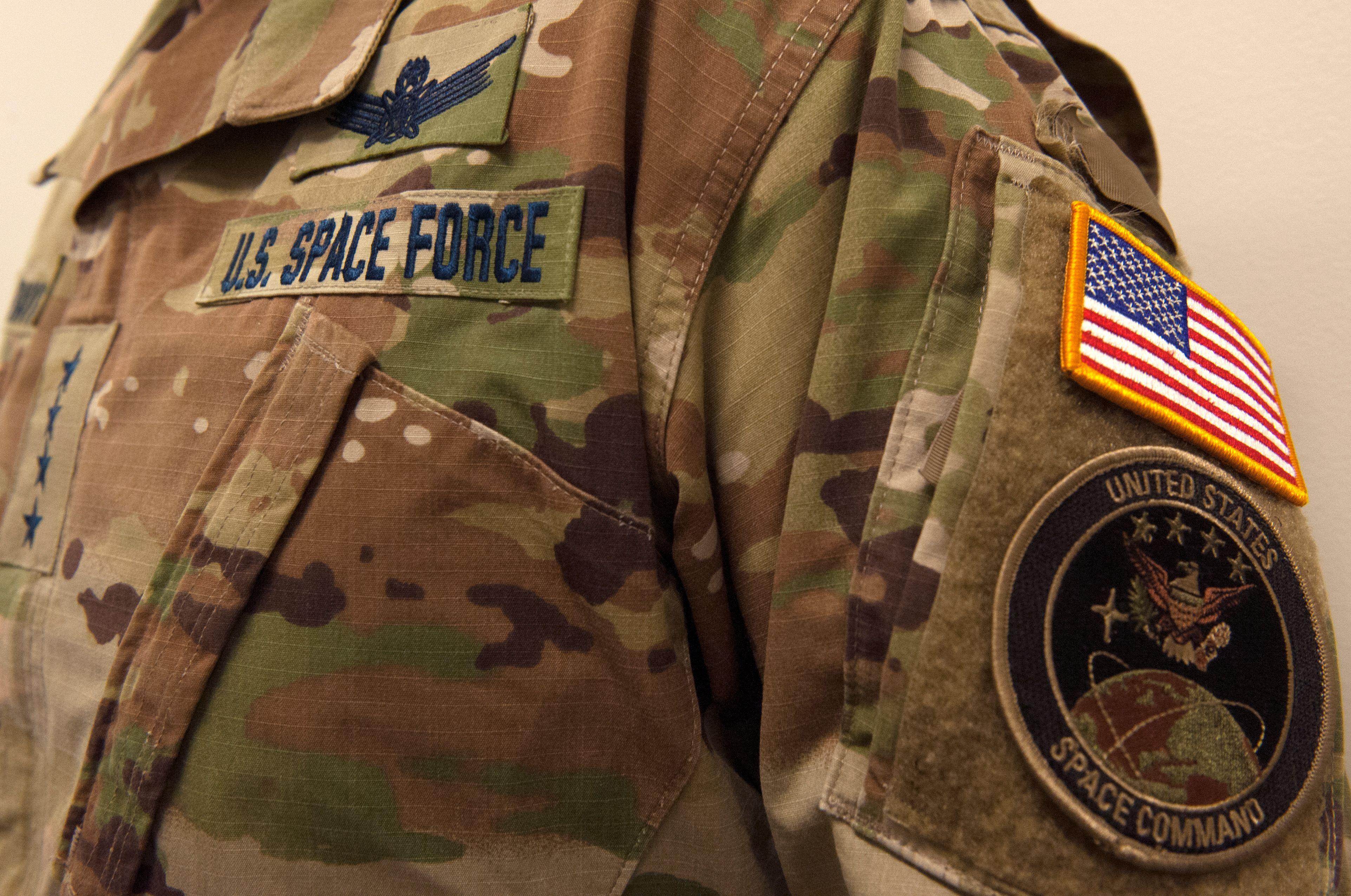
太空军作戰服

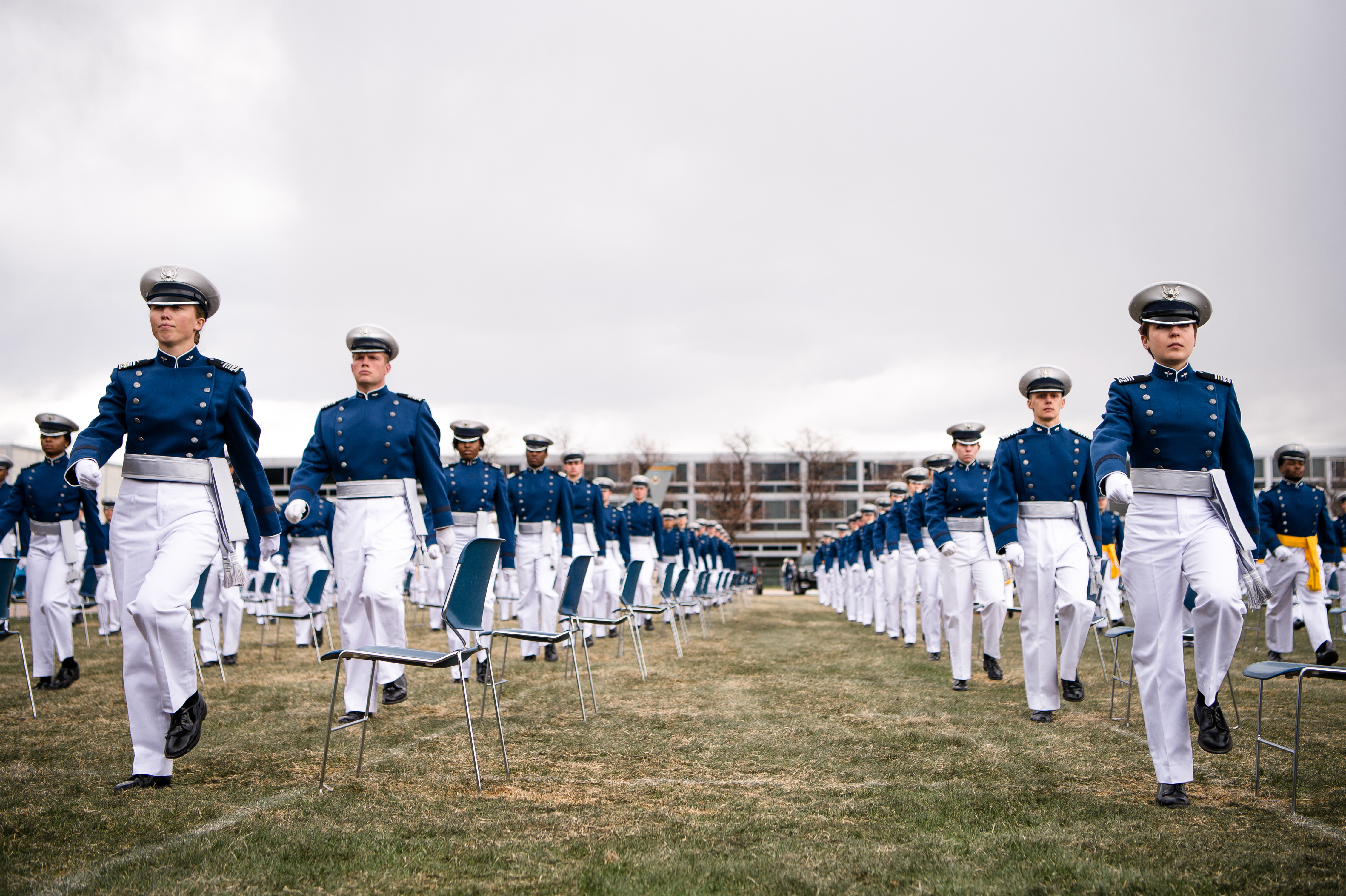
空軍學院2020年度畢業典禮，太空軍學員的飾帶為白金色，有別於空軍學員(照片右側)的金色

太空軍仍在創建有別於其他軍種的軍服當中，目前各級的常服均沿用空軍的藍色常服，作戰服則選用作戰型迷彩的迷彩服。作戰服左臂貼有全彩的美國國旗，而名牌、軍銜則以海軍藍色繡上，以便與陸軍和空軍的作戰服區別開來（陸軍和空軍的國旗貼在右臂上，前者的名牌使用黑色、後者使用棕色）。
美國空軍學院太空軍學員的服飾與空軍一致，除了在典禮服上使用白金色飾帶，與空軍金色飾帶區別開來。

### 勋獎和徽章

#### 勛章
美國空軍勛獎是由美國空軍部頒發給空軍部服役人員的獎勵，太空軍作為空軍部下屬的一個軍種，也適用於美國空軍勛章。

#### 徽章
目前太空軍有以下的徽章：

- 職業徽章

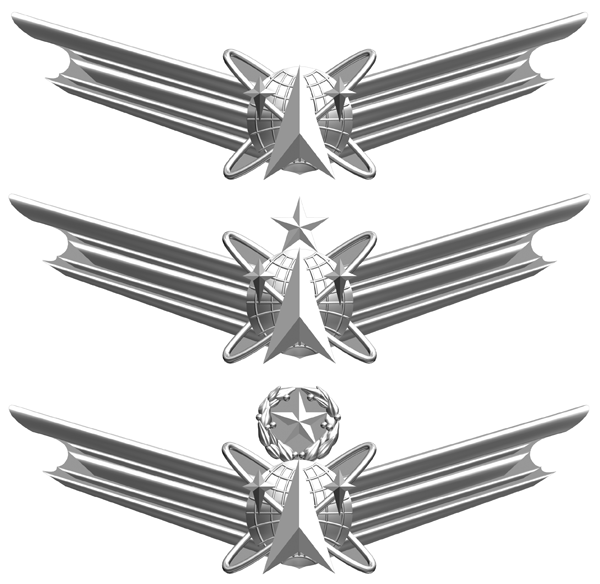
太空作戰徽章

## 預算
| 太空軍預算 (美元) | 2020        | 2021            | 2022            |
| ----------------- | ----------- | --------------- | --------------- |
| 日常運作及維護    | $40,000,000 | $2,492,114,000  | $3,611,012,000  |
| 採購              | -           | $2,310,994,000  | $2,787,354,000  |
| 研發、測試及評估  | -           | $10,540,069,000 | $11,794,566,000 |
| 總數              | $40,000,000 | $15,343,177,000 | $18,192,932,000 |

國防部2021年度的預算要求以16億美元獲得三個國家安全載具，當中10.5億美元用於三次發射任務：AFSPC-36、 AFSPC-87及AFSPC-112，太空軍指將會與SpaceX、蓝色起源等私人商業火箭發射公司緊密合作以評估他們是否有能力執行軍方發射任務。
2021年的預算也包括以5.6億美元為藍色起源、諾斯洛普·格魯門及聯合發射聯盟的火箭系統進行升級。另外，預算也要求以18億美元購買兩枚洛克希德·馬丁第三代全球定位系統衛星及其他計劃以保持美軍在太空保持優勢。除此之外，預算也撥出25億美元用作發展下一代天基红外导弹预警衛星系統(Next-Gen OPIR)，此系統能為美軍提供全球即時導彈預警的能力，以應付如北韓的威脅。此系統能與現存的空基紅外導彈預警系統串聯使用，預計將於2022開始建造並於2025年服役。

## 另見
- 俄羅斯空天軍
- 天基動能武器

## 外部連結
- 官方网站